# Adrien Théaux
Adrien Théaux (ur. 18 września 1984 w Tarbes) – francuski narciarz alpejski, brązowy medalista mistrzostw świata.

## Kariera
Specjalizuje się w konkurencjach szybkościowych. Pierwszy raz na arenie międzynarodowej pojawił się 24 listopada 1999 roku w Tignes, gdzie w zawodach FIS Race w slalomie zajął 50. miejsce. W lutym 2003 roku brał udział w mistrzostwach świata juniorów w Briançonnais, gdzie jego najlepszym wynikiem było trzynaste miejsce w supergigancie. Na rozgrywanych rok później mistrzostwach świata juniorów w Mariborze był między innymi szósty w kombinacji oraz dziesiąty w gigancie.
W zawodach Pucharu Świata zadebiutował 28 lutego 2004 roku w Kranjskiej Gorze, gdzie nie zakwalifikował się do pierwszego przejazdu giganta. Pierwsze pucharowe punkty wywalczył 11 grudnia 2005 roku w Val d’Isère, gdzie był dziewiętnasty w superkombinacji. Blisko pięć lat później 4 grudnia 2010 roku w Beaver Creek pierwszy raz stanął na podium, zajmując drugie miejsce w supergigancie. W zawodach tych wyprzedził go tylko Austriak Georg Streitberger. Pierwsze zwycięstwo w zawodach tego cyklu odniósł 16 marca 2011 roku w Lenzerheide, gdzie był najlepszy w zjeździe. Kolejny triumf odniósł 2 marca 2013 roku w Kvitfjell, ponownie zwyciężając w zjeździe. Najlepsze wyniki osiągał w sezonie 2010/2011, kiedy to zajął 12. miejsce w klasyfikacji generalnej, natomiast w klasyfikacji zjazdu był szósty. Zajął także piąte miejsce w klasyfikacji supergiganta w sezonie 2012/2013.
Największy sukces w karierze osiągnął w 2015 roku, kiedy podczas mistrzostw świata w Beaver Creek zdobył brązowy medal w zjeździe. Lepsi okazali się tylko Austriak Hannes Reichelt oraz Dustin Cook z Kanady. W tej samej konkurencji był też między innymi piąty na mistrzostwach świata w Val d’Isère w 2009 roku. Startował na igrzyskach olimpijskich w Vancouver w 2010 roku, gdzie jego najlepszym rezultatem było 12. miejsce w superkombinacji. Na rozgrywanych cztery lata później igrzyskach w Soczi był między innymi jedenasty w supergigancie.

## Osiągnięcia

### Igrzyska olimpijskie
| Miejsce | Dzień     | Rok  | Miejscowość | Konkurencja     | Czas biegu | Strata | Zwycięzca          |
| ------- | --------- | ---- | ----------- | --------------- | ---------- | ------ | ------------------ |
| 16.     | 15 lutego | 2010 | Vancouver   | Zjazd           | 1:54,31    | +1,09  | Didier Défago      |
| 13.     | 19 lutego | 2010 | Vancouver   | Supergigant     | 1:30,34    | +0,90  | Aksel Lund Svindal |
| 12.     | 21 lutego | 2010 | Vancouver   | Superkombinacja | 2:44,92    | +3,05  | Bode Miller        |
| 18.     | 9 lutego  | 2014 | Soczi       | Zjazd           | 2:06,23    | +1,66  | Matthias Mayer     |
| 17.     | 14 lutego | 2014 | Soczi       | Superkombinacja | 2:45,20    | +3,46  | Sandro Viletta     |
| 11.     | 16 lutego | 2014 | Soczi       | Supergigant     | 1:18,14    | +1,21  | Kjetil Jansrud     |
| 26.     | 15 lutego | 2018 | Pjongczang  | Zjazd           | 1:40,25    | +2,74  | Aksel Lund Svindal |
| 12.     | 16 lutego | 2018 | Pjongczang  | Supergigant     | 1:24,44    | +1,32  | Matthias Mayer     |

### Mistrzostwa świata
| Miejsce | Dzień     | Rok  | Miejscowość  | Konkurencja     | Czas biegu | Strata | Zwycięzca           |
| ------- | --------- | ---- | ------------ | --------------- | ---------- | ------ | ------------------- |
| 26.     | 6 lutego  | 2007 | Åre          | Supergigant     | 1:14,30    | +1,41  | Patrick Staudacher  |
| 23.     | 8 lutego  | 2007 | Åre          | Superkombinacja | 2:28,99    | +4,45  | Daniel Albrecht     |
| 21.     | 4 lutego  | 2009 | Val d’Isère  | Supergigant     | 1:19,41    | +3,36  | Didier Cuche        |
| 5.      | 7 lutego  | 2009 | Val d’Isère  | Zjazd           | 2:07,01    | +0,94  | John Kucera         |
| DNF2    | 9 lutego  | 2009 | Val d’Isère  | Superkombinacja | 2:23,00    | -      | Aksel Lund Svindal  |
| 10.     | 9 lutego  | 2011 | Ga-Pa        | Supergigant     | 1:38,31    | +2,13  | Christof Innerhofer |
| DNF1    | 12 lutego | 2011 | Ga-Pa        | Zjazd           | 1:58,41    | -      | Erik Guay           |
| 9.      | 6 lutego  | 2013 | Schladming   | Supergigant     | 1:23,96    | +1,25  | Ted Ligety          |
| 10.     | 9 lutego  | 2013 | Schladming   | Zjazd           | 2:01,32    | +1,71  | Aksel Lund Svindal  |
| DNF2    | 11 lutego | 2013 | Schladming   | Superkombinacja | 2:56,96    | -      | Ted Ligety          |
| 3.      | 5 lutego  | 2015 | Beaver Creek | Supergigant     | 1:15,68    | +0,11  | Hannes Reichelt     |
| 8.      | 7 lutego  | 2015 | Beaver Creek | Zjazd           | 1:43,18    | +0,63  | Patrick Küng        |
| 16.     | 9 lutego  | 2017 | Sankt Moritz | Supergigant     | 1:25,38    | +1,61  | Erik Guay           |
| 27.     | 12 lutego | 2017 | Sankt Moritz | Zjazd           | 1:38,91    | +1,72  | Beat Feuz           |
| 9.      | 13 lutego | 2017 | Sankt Moritz | Superkombinacja | 2:26,33    | +0,77  | Luca Aerni          |
| 5.      | 6 lutego  | 2019 | Åre          | Supergigant     | 1:24,57    | +0,37  | Dominik Paris       |
| 15.     | 9 lutego  | 2019 | Åre          | Zjazd           | 1:21,23    | +1,25  | Kjetil Jansrud      |

### Mistrzostwa świata juniorów
| Miejsce | Dzień     | Rok  | Miejscowość  | Konkurencja | Czas biegu | Strata     | Zwycięzca                      |
| ------- | --------- | ---- | ------------ | ----------- | ---------- | ---------- | ------------------------------ |
| 48.     | 4 marca   | 2003 | Briançonnais | Zjazd       | 1:09,49    | +2,92      | Daniel Albrecht                |
| 13.     | 5 marca   | 2003 | Briançonnais | Supergigant | 1:17,10    | +1,22      | François Bourque               |
| DNF1    | 7 marca   | 2003 | Briançonnais | Gigant      | 2:02,72    | -          | Daniel Albrecht Mario Scheiber |
| DSQ1    | 8 marca   | 2003 | Briançonnais | Slalom      | 1:33,74    | -          | Marc Berthod                   |
| 11.     | 10 lutego | 2004 | Maribor      | Zjazd       | 1:09,61    | +0,89      | Romed Baumann                  |
| 38.     | 12 lutego | 2004 | Maribor      | Supergigant | 1:17,49    | +2,91      | Hans Olsson                    |
| 10.     | 13 lutego | 2004 | Maribor      | Gigant      | 2:17,40    | +2,07      | Jeffrey Harrison               |
| 11.     | 14 lutego | 2004 | Maribor      | Slalom      | 1:33,33    | +2,74      | Raphael Fässler                |
| 6.      | 14 lutego | 2004 | Maribor      | Kombinacja  | 32,84 pkt  | +14,11 pkt | François Bourque               |

### Puchar Świata

#### Miejsca w klasyfikacji generalnej
- sezon 2005/2006: 115.
- sezon 2006/2007: 98.
- sezon 2007/2008: 61.
- sezon 2008/2009: 44.
- sezon 2009/2010: 28.
- sezon 2010/2011: 12.
- sezon 2011/2012: 14.
- sezon 2012/2013: 15.
- sezon 2013/2014: 16.
- sezon 2014/2015: 22.
- sezon 2015/2016: 11.
- sezon 2016/2017: 22.
- sezon 2017/2018: 18.

#### Zwycięstwa w zawodach
1. Lenzerheide – 16 marca 2011 (zjazd)
2. Kvitfjell – 2 marca 2013 (zjazd)
3. Santa Caterina di Valfurva – 29 grudnia 2015 (zjazd)

#### Pozostałe miejsca na podium w zawodach
1. Beaver Creek – 4 grudnia 2010 (supergigant) – 2. miejsce
2. Kitzbühel – 21 stycznia 2011 (zjazd) - 3. miejsce
3. Lake Louise – 27 listopada 2011 (supergigant) - 3.miejsce
4. Soczi – 11 lutego 2012 (zjazd) - 3. miejsce
5. Crans-Montana – 25 lutego 2012 (supergigant) - 2. miejsce
6. Lake Louise – 25 listopada 2012 (supergigant) - 2. miejsce
7. Lake Louise – 30 listopada 2013 (zjazd) - 3. miejsce
8. Val Gardena – 20 grudnia 2013 (supergigant) - 3. miejsce
9. Saalbach – 22 lutego 2015 (supergigant) - 2. miejsce
10. Wengen – 15 stycznia 2016 (superkombinacja) - 3. miejsce

- W sumie (3 zwycięstwa, 4 drugie i 6 trzecich miejsc).